# Павлищев, Павел Иванович
Павел Иванович Павлищев (1795—1863) — генерал-лейтенант Русской императорской армии, участник Наполеоновских войн.

## Биография
Родился в 1795 году в Метлинцах Подольской губернии в семье столбовых дворян Екатеринославской губернии.
Получил домашнее образование и 14 мая 1810 года поступил  Мариупольский гусарский полк, эскадроном которого командовал его отец — ротмистр Иван Васильевич Павлищев; 12 декабря 1811 года был произведён в корнеты, в следующем же 1812 году принял участие в отражении нашествия Наполеона в Россию.
В Заграничных походах 1813—1814 гг. участвовал в разных делах и — явил личную храбрость: 14 августа 1813 года — в генеральном сражении на берегах Кацбаха, 23 числа того же месяца при Гохкирхе, 16 сентября под Мейсеном, и, наконец, с 4 по 7 октября — в Лейпцигской битве, за что 14 декабря того же года получил орден Св. Анны 3-й степени. Кроме того, получил медаль «В память Отечественной войны 1812 года».
Переведённый 25 апреля 1814 года в лейб-гвардии Конно-егерский полк, Павлищев произведён был 10 июля в поручики за оказанное мужество в сражениях 17 января под Бриеном и 20-го под Ла-Ротьером. Участие же его в истреблении французской пехоты 13 марта под Фер-Шампенуазом доставило ему на другой день Высочайшее благоволение; кавалер медали «За взятие Парижа».
Возвратившийся в Россию по заключении мира полк расположился в Новгороде, где и простоял до 1828 года. В этот период времени Павлищев в последовательном порядке дослужился до чина подполковника, командира 1-го дивизиона и 1-го (лейб) эскадрона Лейб-гвардии конно-егерского полка.
Участвовал в турецкой кампании 1828 года. Переправясь через Дунай, он находился 11 сентября при блокаде Варны, 29 сентября при её покорении, а с 30 сентября по 4 октября при преследовании турок от этой крепости до Камчика, и, наконец, 24-го переправился через Дунай для обратного похода в Россию.
Уже в чине полковника он участвовал в усмирении польских мятежников — сражения под Кусковом, Тыкочином, Тополовом, при Остроленке; за участие в разбитии и потоплении в Нареве неприятельской пехотной колонны, получил 22 августа золотую саблю с надписью «За храбрость» и знак польского ордена «Virtuti militari» — за штурм Варшавы.
Назначенный 6 декабря 1833 года командиром Каргопольского драгунского полка, Павлищев прослужил на этом посту до 1838 года, когда 15 апреля получил должность командующего 1-й бригадой 1-й драгунской дивизии (утверждён в должности вместе с производством в генерал-майоры 1 января 1839 года); 6 декабря 1836 года пожалован был орденом Св. Георгия 4-й степени за беспорочную выслугу 25 лет в офицерских чинах (№ 5371 по кавалерскому списку Григоровича — Степанова).
С 1851 года — командир 1-й Гвардейской Резервной кавалерийской дивизии.
В 1848 году получил орден Св. Анны 1-й степени. Во время Венгерской кампании 1849 года Павлищев перешёл 11 июля границу Царства Польского у Томашева, следовал в Галиции до Дрогобыча, и был в боях в Трансильвании, а оттуда вернулся обратно в пределы России 7 сентября через местечко Радзивилов. За этот поход он получил в 1850 году: 17 февраля — императорскую корону к ордену Св. Анны 1-й степени и 27 ноября — орден Св. Владимира 2-й степени.
Определённый 16 февраля 1851 года командующим 5-й лёгкой кавалерийской дивизией, Павлищев — с производством его 8 апреля в генерал-лейтенанты и получением ордена Белого Орла — 25 декабря 1852 года вступил в должность инспектора гвардейских запасных эскадронов. С 27 декабря 1853 года был командующим помянутыми эскадронами. В 1854 году получил ценный подарок из кабинета Е.И.В. С 18 января 1855 года — командующий 1-й гвардейской резервной кавалерийской дивизией, а с 26 августа 1856 года по 24 декабря 1861 года — помощником командующего резервами гвардейской кавалерии.
По болезни 24 декабря 1861 года был перечислен в запас с зачислением в резерв по армейской кавалерии.
В 1863 году Павел Иванович уехал за границу для излечения от постигшей его мучительной нервной болезни, но лечение не помогло, и 14 (26) августа 1863 года он скончался на водах в Ахене. Тело его было перевезено в Россию и предано земле в Мценском уезде Орловской губернии.
Был женат на Анне Фёдоровне Афросимовой, имел двух сыновей и четырёх дочерей — Наталья (1837—1891), Ольга, Елизавета, Лидия (1844—1930).